# Euploea erichsonii
Euploea erichsonii är en fjärilsart som beskrevs av Felder 1865. Euploea erichsonii ingår i släktet Euploea och familjen praktfjärilar. Inga underarter finns listade i Catalogue of Life.